# Halle centrale de Monpazier
La halle est un édifice situé à Monpazier, en France.

## Localisation

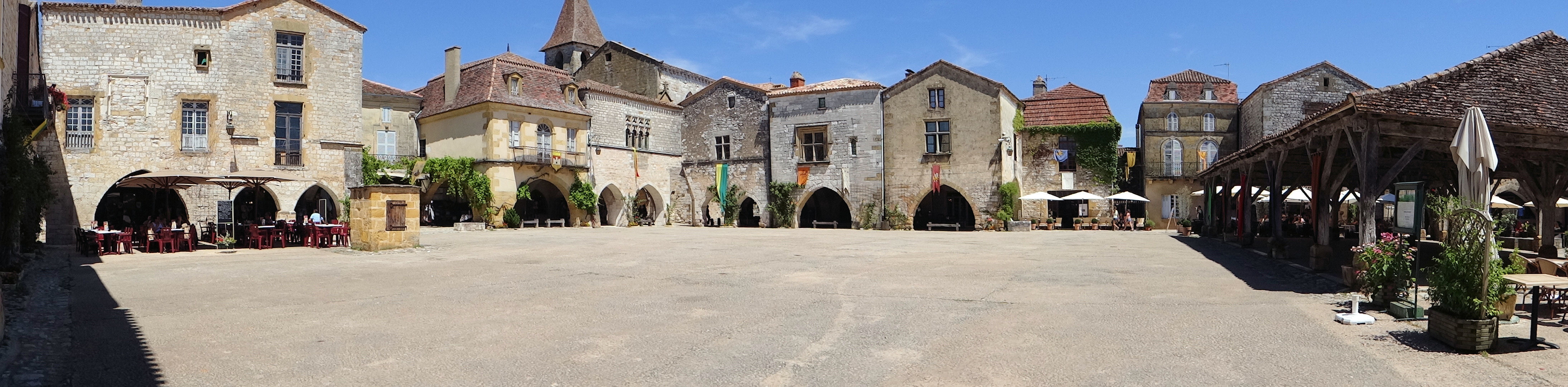
La place des cornières avec la halle

La halle est située sur le côté sud de la place des cornières située à côté de l’église Saint-Dominique de Monpazier, dans le département de la Dordogne.

## Historique
La charte des coutumes de Monpazier de 1284 prévoit qu'il y aura un jour de marché chaque semaine, le jeudi. 

## Description
La halle rectangulaire a été construite en bois. 
Un grand parapet de pierre présente trois mesures à grains de capacités différentes.

## Protection
La halle a été classée au titre des monuments historiques le 18 juillet 1960.